# Mioarele (gmina Cicănești)
Mioarele – wieś w Rumunii, w okręgu Ardżesz, w gminie Cicănești. W 2011 roku liczyła 190 mieszkańców.